# Daniel Cappelletti
Oscar Daniel Cappelletti (Jeppener, 12 de julio de 1962) es un comerciante y político argentino, perteneciente a la Unión Cívica Radical. Desde 2015 hasta 2023 fue el intendente del partido de Brandsen.

## Biografía
Daniel Cappelletti intendente del partido de Brandsen. Nació en Jeppener, el 12 de julio de 1962. En 1987 contrajó matrimonio con María Isabel Martinetti, con quién fue padre de dos hijos.

## Ámbito político
Desde joven milita en la Unión Cívica Radical, habiendo sido miembro del Movimiento de Renovación y Cambio y del Movimiento para la Democracia Social (MODESO). En 1993 asumió su primer mandato como Concejal en Brandsen. Luego, durante el gobierno del intendente Carlos Alberto García, fue Secretario de Gobierno y Delegado municipal de la localidad de Jeppener. En 2005 asumió su segundo mandato como Concejal por el radicalismo brandseño.
En julio de 2007, y luego del paso del intendente juninense Mario Meoni a las filas del kirchnerismo, fue designado por el Comité de la UCR de la Provincia de Buenos Aires como cointerventor del comité radical de Junín, junto a Hebe Obligado. Hacía fines del 2009, durante la gestión municipal de Rubén Piazza volvió a ocupar el cargo de Delegado municipal en Jeppener, que se encontraba vacante desde el fallecimiento de su antecesor, Ignacio Muniategui.
En 2011 fue candidato a intendente por la alianza electoral Unión para el Desarrollo Social, pero tras imponerse en las elecciones primarias frente a sus contendientes, la ex intendente Mirta Sargiotti y el concejal Raúl Alberto Paz, fue derrotado en las elecciones generales por el candidato del kirchnerismo, el entonces concejal Gastón Arias. En 2012 fue electo como presidente del comité local de la UCR y, en 2013, volvió a ser candidato a concejal, encabezando la lista local del Frente Progresista Cívico y Social.
Fue candidato por el frente Cambiemos en las elecciones del 25 de octubre de 2015, venciendo en las urnas con el 41,81 % de los votos al entonces jefe comunal, Gastón Arias del Frente para la Victoria. En 2019 se presentó a una nueva elección como intendente, en representación de Juntos por el Cambio, y obtuvo el 51,45% de los votos contra el 46,67% de Gastón Arias, que fue candidato por el Frente de Todos. En 2023 iba por el tercer mandato como Intendente de Brandsen, perdió 
la reelección contra Fernando Raitelli de Unión por la Patria.

### Gabinete
Desde el 11 de diciembre de 2019, el Secretaria de Gobierno es ocupada por Antonio Marra (h), la Secretaria de Hacienda y Administración por Daniela Lassalle, la Secretaria de Protección Ciudadana y Habilitaciones por Marcelo Castillo, la Secretaria de Obras y Servicios Públicos por Álvaro Romero, la Secretaria de Desarrollo Local y Acción Comunitaria por Juan Cruz Salgueiro y la Secretaria de Salud y Desarrollo Humano por el Dr. Pablo Costela.

### Gestión
Durante su primer mandato como intendente se realizó la construcción de la doble calzada en la Ruta Provincial 29, desde su punto de inicio, como Avenida Presidente Raúl Alfonsín, hasta el kilómetro 1,600
Hacía 2018, también se comenzó la construcción del Canal Garibadi, y se incorporó al municipio al Sistema de Atención Médica de Emergencia (SAME).